# Antoni Tutau i Mascla
Antoni Tutau i Mascla (Figueres, 1844 - Barcelona, 21 d'abril de 1898) va ser un primer actor i empresari de companyia català. Va estar unit sentimentalment a la primera actriu Carlota de Mena. La companyia Tutau-Mena era tota una institució als teatres de Catalunya, i va estrenar les primeres obres d'Ignasi Iglésias. És considerat com un dels millors directors teatrals del segle xix.

## Trajectòria professional
- 1866. Mistos de Joaquim Asensio de Alcántara. Estrenat al Teatre Romea (Barcelona), el 5 de desembre.
- 1868, 29 de desembre. Paraula és paraula d'Eduard Vidal i de Valenciano, estrenat al teatre de Liceu de Barcelona. (en el paper de Gervasi)
- 1873, 16 de juliol. Rialles i ploralles de Francesc Ubach i Vinyeta. Estrenada al Novetats de Barcelona (en el paper de Josepó.)
- 1879, 8 de maig. Gal·la Placídia d'Àngel Guimerà. Estrenada al teatre Novetats de Barcelona.
- 1886. Mal pare de Josep Roca i Roca. Estrenat al teatre Novetats de Barcelona, el 17 de febrer.
- 1886. El fill del rei d'Àngel Guimerà. Estrenat al Teatre Novetats de Barcelona, el 24 de març.
- 1890. En el paper de Miqueló a l'obra La sala d'espera, d'Àngel Guimerà. Estrenat al Teatre Novetats de Barcelona, el 2 de desembre.
- 1890. La boja, d'Àngel Guimerà. Estrenat al Teatre Novetats de Barcelona, el 15 de novembre.
- 1893, 9 de desembre. L'escurçó d'Ignasi Iglesias, estrenat al Teatre Granvia de Barcelona.
- 1894. L'argolla d'Ignasi Iglésias.